# Nový Hojkov
Nový Hojkov je základní sídelní jednotka, součást obce Hojkov v okrese Jihlava v kraji Vysočina. Nachází se asi 15 km jihozápadně od centra Jihlavy.
V osadě je registrováno 17 čísel popisných. Nachází se zde kříž a malý rybník. V okolí je roztroušeno několik osad, jako jsou Na Bahnech, Na Padrti, Větrov a Urbanka. Jihozápadně od osady se nachází vrchol Čeřínek (762 m n. m.), za ním se nachází osada Hutě.